# وینی پو

پوستر تبلیغاتی فیلم «وینی پو»

وینی پو یا وینی-دِ-پو (به انگلیسی: Winnie-the-Pooh) که پو خرسه (انگلیسی: Pooh Bear) نیز نامیده می‌شود، نام خرسی داستانی است که توسط آلن الکساندر میلن، نویسندهٔ انگلیسی داستان‌های کودکان خلق شده‌است. نخستین کتاب از مجموعه‌داستان‌های وینی پو در ۱۹۲۶ با عنوان وینی-د-پو به چاپ رسید و به‌دنبال آن در ۱۹۲۸ کتاب دیگری از این مجموعه به نام خانه‌ای در گوشهٔ پو منتشر شد. تصویرگری این کتاب‌ها را ای. اچ. شپرد انجام داده بود.
بعدتر کمپانی والت دیزنی مجموعه داستان‌های پو را در قالب انیمیشن درآورد و با حذف خط‌های پیوند (هایفن)، نام آن را از وینی-د-پو به وینی د پو تغییر داد. این فیلم‌های پویانمایی با استقبال مخاطبان مواجه شد و به یکی از موفق‌ترین کارهای دیزنی بدل گردید.
داستان‌های پو به زبان‌های بسیاری نیز ترجمه شده‌است که از این میان می‌توان به ترجمهٔ لاتین این داستان توسط الکساندر لنارد در ۱۹۵۸ اشاره کرد. این برگردان در ۱۹۶۰ به تنها کتاب لاتین‌زبانی بدل شد که تا آن زمان در فهرست پرفروش‌ترین‌های روزنامهٔ نیویورک تایمز قرار گرفته بودند.
حق تکثیر آ.آ. میلن در ایالات متحده در پایان سال ۲۰۲۱ منقضی شد، زیرا ۹۵ سال از انتشار اولین داستان گذشته بود. از اینرو این شخصیت در ایالات متحده وارد مالکیت عمومی شده‌است و دیزنی دیگر در آنجا حقوق انحصاری ندارد. فیلمساز مستقل، ریس فریک-ویکفیلد، مدت کوتاهی پس از آن با تولید یک فیلم ترسناک با عنوان وینی پو: خون و عسل، از این موضوع بهره برد. حق نشر این اثر در بریتانیا در ۱ ژانویه ۲۰۲۶، مصادف با هفتادمین سال از مرگ نویسنده منقضی می‌شود.

## تاریخچه

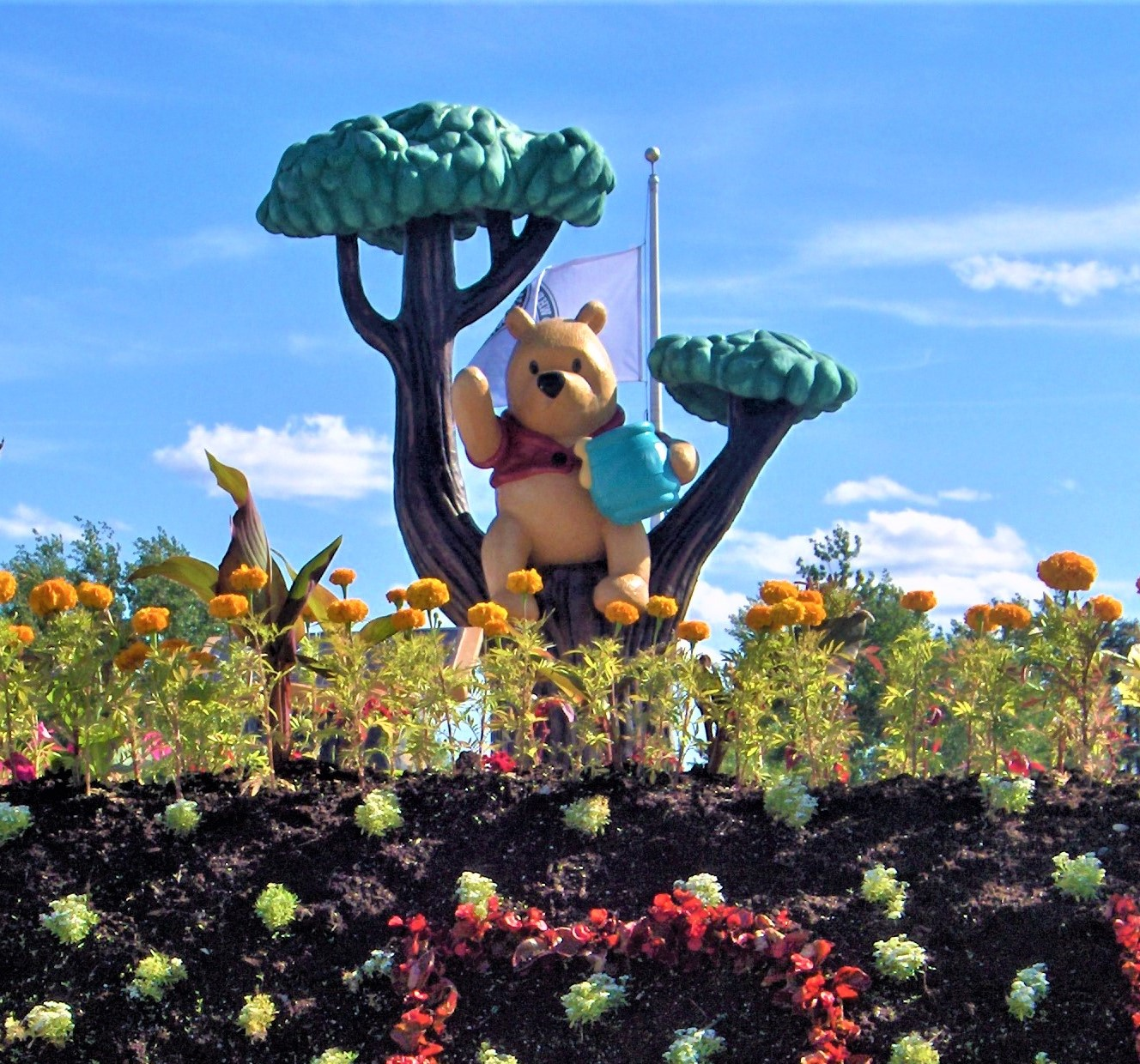
وینی پو در زادگاهش وایت ریور

در زمان جنگ جهانی اول، ارتشیان وینیپگ در مانیتوبای کانادا در حال جابجایی به شرق کانادا برای اعزام به اروپا بودند. هنگامی که قطار حامل آن‌ها در وایت ریور، انتاریو ایستاد، ستوان هری کولبورن یک توله خرس سیاه ماده را از شکارچی‌ای که مادرش را کشته بود به مبلغ ۲۰ دلار خریداری کرد و با خود برد. او این توله خرس را به یاد شهرش، وینیپگ نام‌گذاری کرد که آن را به اختصار وینی صدا می‌زدند.
وینی تبدیل به نشان بریگاد ستوان شد و همراه آنان به انگلستان رفت. هنگامی که تیپ در دسامبر ۱۹۱۹ برای نبرد عازم فرانسه می‌شد، ستوان کولبورن وینی را به باغ‌وحش لندن سپرد. وینی در آنجا به یکی از جاذبه‌های باغ‌وحش بدل شد و افراد زیادی برای تماشای او تا ۱۹۳۴ که زنده بود می‌آمدند. یکی از این علاقه‌مندان کریستوفر رابین، پسر کوچک آلن الکساندر میلن، نویسندهٔ داستان‌های کودکان بود. وینی حیوان محبوب او در باغ‌وحش بود و همین موضوع سبب شد تا کریستوفر رابین، خرس عروسکیش را با الهام از نام این خرس و قویی به نام پو، وینی د پو بنامد.

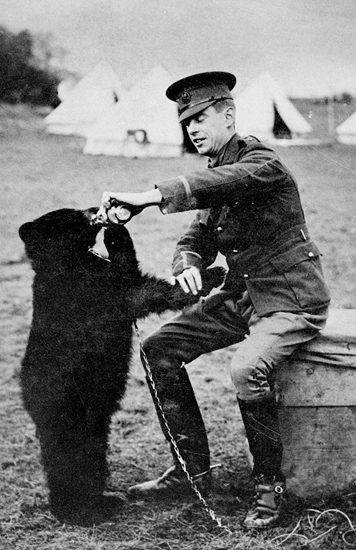
ستوان کولبورن و وینیپگ

ای.ای. میلن سپس شروع به نوشتن مجموعه کتاب‌هایی دربارهٔ وینی پو، پسرش کریستوفر رابین و دوستانشان در ۱۰۰-آکر-وود (به انگلیسی: 100-Aker-wood) نمود. این شخصیت‌های اضافه همچون اییور (ای‌ها)، پیگلت (خوکچه)، تیگر، کانگا (کانگو) و رو نیز با الهام از عروسک‌های پارچه‌ای کریستوفر رابین خلق شده بودند اما الهام‌بخش شخصیت‌های دیگری مانند خرگوش (رابیت) و جغد (اُول)، حیوانات واقعی محیط اطراف خانهٔ روستایی میلن در مزرعهٔ کاچفورد در جنگل اشداون واقع در ساسکس، مکان سرزمین خیالی ۱۰۰-آکر-وود بودند.
نخستین کتاب از این مجموعه با عنوان «وینی-د-پو» توسط انتشارات Methuen در ۱۴ اکتبر ۱۹۲۶ به چاپ رسید و پس از آن کتاب شعر «حالا ما ۶ تاییم» در ۱۹۲۷ و «خانه‌ای در کنج پو» در ۱۹۲۸ منتشر شد. تمامی این کتاب‌ها به طرز زیبایی توسط ای.اچ. شپرد تصویرگری شده و جذابیتی بیشتر یافته بودند. کتاب‌های پو مورد توجهٔ خوانندگان کوچک و بزرگ قرار گرفت و به بسیاری از زبان‌های دنیا ترجمه شد. عدد تقریبی فروش کل هر ۴ جلد کتاب‌های منتشرهٔ Methuen (با احتساب «آن زمانی که خیلی کوچک بودیم»، ۱۹۲۴) تا پایان سال ۱۹۹۶، بیش از ۲۰ میلیون نسخه تخمین زده می‌شد که این رقم خود بدون در نظر گرفتن فروش نسخه‌های چاپ شده توسط انتشارات داتون در کانادا و آمریکا و نسخه‌های ترجمه‌شدهٔ کتاب به بیش از ۲۵ زبان دنیا می‌باشد.
دختران والت دیزنی نیز از جمله علاقه‌مندان داستان‌های پو بودند و همین موضوع دیزنی را در ۱۹۶۶ بر آن داشت تا این داستان‌ها را به فیلم تبدیل نماید و نخستین فیلم بلند پویانمایی پو در ۱۹۷۷ با عنوان «ماجراهای بسیار وینی پو» منتشر شد. شرکت والت دیزنی در ۱۹۹۳ اذعان داشت که پو پس از میکی ماوس، دومین شخصیت دوست داشتنی و قابل اعتماد مجموعه کارهای دیزنی از نظر مردم جهان است. با این حال پس از دومین انتشار پویانمایی «ماجراهای بسیار وینی پو» در ۱۹۹۶ معلوم شد که پو از هر شخصیت دیگر والت دیزنی نیز محبوب‌تر است و دیزنی در سی‌امین سالگرد ساخت این پویانمایی در ۱۹۹۷، انیمیشن «ماجرای بزرگ پو» را منتشر کرد.

## فیلم‌ها

### فیلم‌های کوتاه
- ۱۹۶۶ - وینی پو و درخت عسل
Winnie the Pooh and the Honey Tree
- ۱۹۶۸ - وینی پو و روز پرسروصدا
Winnie the Pooh and the Blustery Day
- ۱۹۷۴ - وینی پو و تیگر هم
Winnie the Pooh and Tigger Too
- ۱۹۸۱ - وینی پو کاشف فصل‌ها
Winnie the Pooh Discovers the Seasons
- ۱۹۸۳ - وینی پو و روزی برای اییور
Winnie the Pooh and a Day for Eeyore

### فیلم‌های بلند
- ۱۹۷۷ - ماجراهای بسیار وینی پو (سه‌گانهٔ درخت عسل، روز پرباد و تیگر هم)
 The Many Adventures of Winnie the Pooh (trilogy of the Honey Tree, Blustery Day, and Tigger Too)
- ۱۹۹۷ - ماجرای بزرگ پو: در جستجوی کریستوفر رابین
Pooh's Grand Adventure: The Search for Christopher Robin
- ۲۰۰۰ - ماجرای تیگر
The Tigger Movie
- ۲۰۰۳ - فیلم پیگلت بزرگ
Piglet's Big Movie
- ۲۰۰۵ - ماجرای پو و هفالومپ
Pooh's Heffalump Movie
- ۲۰۱۱ - وینی پو (فیلم ۲۰۱۱)
Winnie the Pooh
- ۲۰۱۷ - خداحافظ کریستوفر رابین

Goodbye Christopher Robin
- ۲۰۲۳ - وینی پو: خون و عسل

Winnie-the-Pooh: Blood and Honey

## سانسور
شخصیت وینی د پو به علت شباهت به دبیرکل حزب کمونیست چین سال‌ها است که در این کشور بطور شدید سانسور می‌شود. همچنین مووی‌متیک (Moviematic) که اکران فیلم پرفروش «خون و عسل» از سری داستان‌های وینی پو در هنگ‌کنگ را تعیین کرده بود بعدها از لغو نمایش این فیلم خبر داد. برخی از مقام‌های چینی علت این سانسورها را تمسخر شی جین پینگ میان افکار عمومی در جامعه چین قلمداد کرده‌اند.